# بخش ماتاکوس
بخش ماتاکوس (به اسپانیایی: Departamento Matacos) یک منطقهٔ مسکونی در آرژانتین است که در استان فورموسا واقع شده‌است.